# 文部科學副大臣
文部科學副大臣（日语：／ Monbu kagaku budaijin），是日本國政府文部科學省副的副首長，輔佐文部科學大臣處理文部科學省相關事務。

## 概要

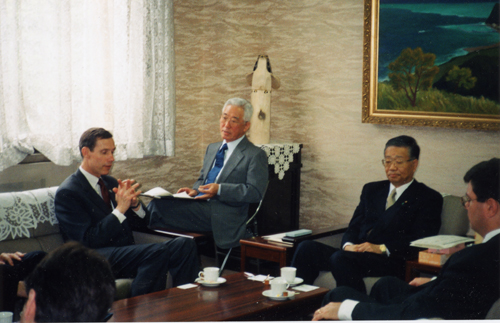
副大臣執務室（2002年、文部科学省廳）

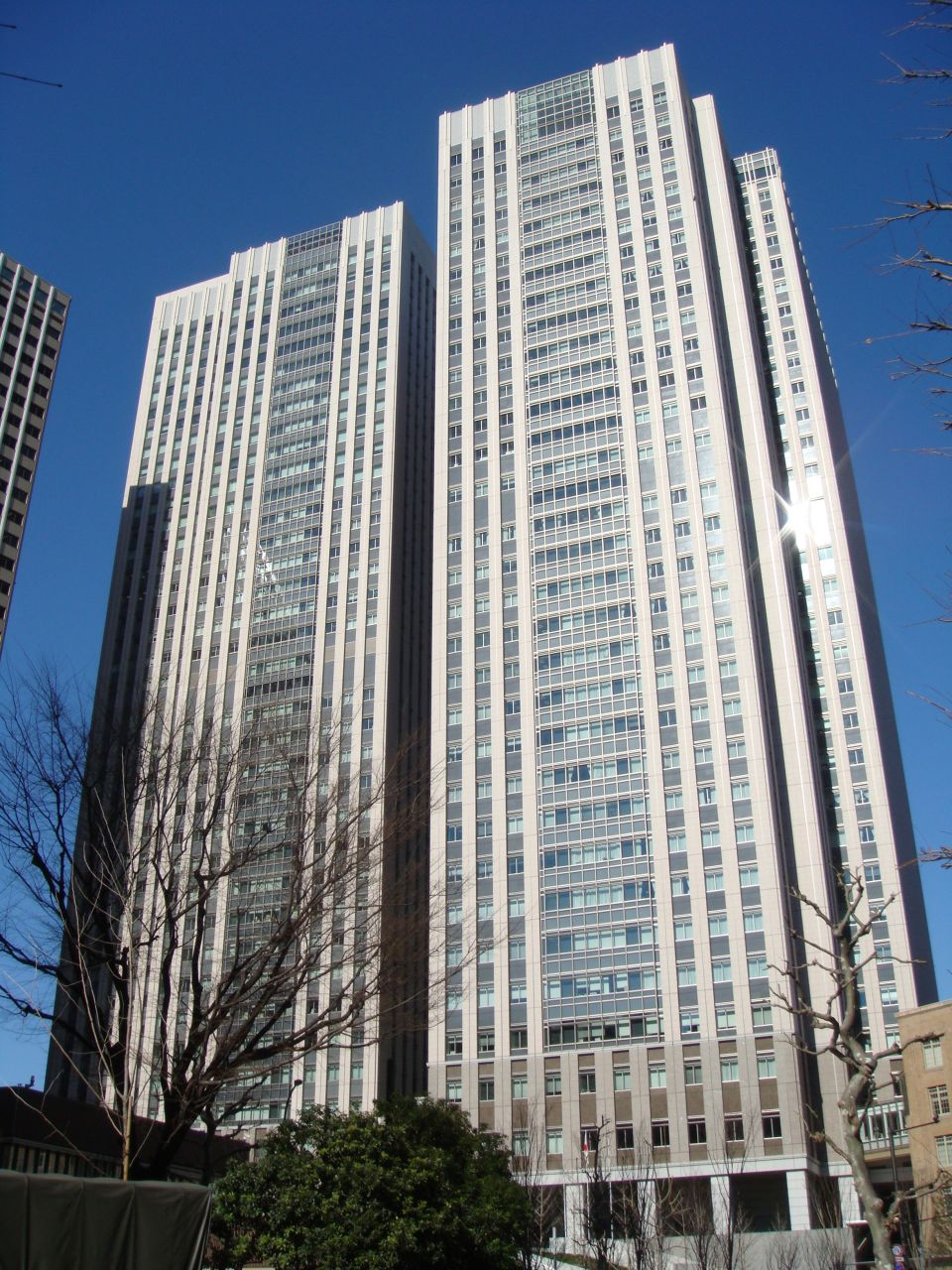
文部科學省所在的中央合同廳舍第7號館西館

2001年1月6日，根據《中央省廳機構改革基本法》對中央省廳機構進行改組而設立。 同日，第二屆森內閣 (改組 中央省廳再編後)啟動，任命眾議院議員大野功統及眾議院議員河村建夫擔任首任副大臣。
奉文部科學大臣之命，負責輔助促進國家的教育、科學技術、學術、文化以及非殘疾人體育運動的發展和振興。根據《國家行政組織法》，人數固定為兩人。 
池坊保子是任期最長的文部科學副大臣，在第一屆安倍內閣中被任命為文部科學大臣，此後共在三屆內閣中擔任文部科學大臣。

## 歷代副大臣
| 文部科學副大臣 | 文部科學副大臣              | 文部科學副大臣 | 文部科學副大臣         | 文部科學副大臣 | 文部科學副大臣           | 文部科學副大臣           | 文部科學副大臣                            | 文部科學副大臣                |
| 内閣           | 内閣                        | 文部科學大臣   | 全名                   | 就職日         | 卸任日                   | 黨派                     | 出身                                      | 備註                          |
| -------------- | --------------------------- | -------------- | ---------------------- | -------------- | ------------------------ | ------------------------ | ----------------------------------------- | ----------------------------- |
| 第2次森内閣    | 改造內閣 （中央省廳再編後） | 町村信孝       | 大野功統               | 2001年1月6日   | 2001年4月26日            | 自由民主黨               | 眾議員（香川縣第2區）                     |                               |
| 第2次森内閣    | 改造內閣 （中央省廳再編後） | 町村信孝       | 河村建夫               | 2001年1月6日   | 2001年4月26日            | 自由民主黨               | 眾議員（山口縣第3區）                     |                               |
| 第1次小泉内閣  | 第1次小泉内閣               | 遠山敦子       | 青山丘                 | 2001年5月1日   | 2002年9月30日            | 自由民主黨               | 眾議員（東海比例代表區）                  |                               |
| 第1次小泉内閣  | 第1次小泉内閣               | 遠山敦子       | 岸田文雄               | 2001年5月1日   | 2002年9月30日            | 自由民主黨               | 眾議員（廣島縣第1區）                     |                               |
|                | 第1次改造内閣               | 遠山敦子       | 河村建夫               | 2002年10月2日  | 2003年9月22日            | 自由民主黨               | 眾議員（山口縣第3區）                     | 再入閣                        |
| 渡海紀三朗     | 第1次改造内閣               | 遠山敦子       | 眾議員（兵庫縣第10區） | 2002年10月2日  | 2003年9月22日            | 自由民主黨               |                                           |                               |
| 第2次改造内閣  | 河村建夫                    | 原田義昭       | 2003年9月25日          | 2003年11月19日 | 眾議員（福岡縣第5區）    | 自由民主黨               |                                           |                               |
| 第2次改造内閣  | 河村建夫                    | 宮本一三       | 2003年9月25日          | 2003年11月19日 | 眾議員（兵庫縣第9區）    | 自由民主黨               |                                           |                               |
| 第2次小泉内閣  | 第2次小泉内閣               | 原田義昭       | 2003年11月20日         | 2004年5月20日  | 眾議員（福岡縣第5區）    | 自由民主黨               | 再任 任內辭職，由小野晉也接任             |                               |
| 第2次小泉内閣  | 第2次小泉内閣               | 稻葉大和       | 2003年11月20日         | 2004年9月27日  | 眾議員（新潟縣第3區）    | 自由民主黨               |                                           |                               |
| 第2次小泉内閣  | 第2次小泉内閣               | 小野晉也       | 2004年5月20日          | 2004年9月27日  | 眾議員（愛媛縣第3區）    | 自由民主黨               |                                           |                               |
|                | 改造内閣                    | 中山成彬       | 小島敏男               | 2004年9月29日  | 2005年9月21日            | 自由民主黨               | 眾議員（北關東比例代表區）                |                               |
| 鹽谷立         | 改造内閣                    | 中山成彬       | 眾議員（靜岡縣第8區）  | 2004年9月29日  | 2005年9月21日            | 自由民主黨               |                                           |                               |
| 第3次小泉内閣  | 第3次小泉内閣               | 中山成彬       | 小島敏男               | 2005年9月22日  | 2005年10月31日           | 自由民主黨               | 眾議員（埼玉縣第12區）                    | 再任                          |
| 第3次小泉内閣  | 第3次小泉内閣               | 中山成彬       | 鹽谷立                 | 2005年9月22日  | 2005年10月31日           | 自由民主黨               | 眾議員（靜岡縣第8區）                     | 再任                          |
|                | 改造内閣                    | 小坂憲次       | 河本三郎               | 2005年11月2日  | 2006年9月26日            | 自由民主黨               | 眾議員（兵庫縣第12區）                    |                               |
| 馳浩           | 改造内閣                    | 小坂憲次       | 眾議員（石川縣第1區）  | 2005年11月2日  | 2006年9月26日            | 自由民主黨               |                                           |                               |
| 第1次安倍内閣  | 第1次安倍内閣               | 伊吹文明       | 池坊保子               | 2006年9月27日  | 2007年8月27日            | 公明黨                   | 眾議員（近畿比例代表區）                  | 再任                          |
| 第1次安倍内閣  | 第1次安倍内閣               | 伊吹文明       | 遠藤利明               | 2006年9月27日  | 2007年8月27日            | 自由民主黨               | 眾議員（山形縣第1區）                     |                               |
|                | 改造内閣                    | 伊吹文明       | 池坊保子               | 2007年8月29日  | 2007年9月26日            | 公明黨                   | 眾議員（近畿比例代表區）                  | 留任                          |
| 松浪健四郎     | 改造内閣                    | 伊吹文明       | 自由民主黨             | 2007年8月29日  | 2007年9月26日            | 眾議員（近畿比例代表區） |                                           |                               |
| 福田康夫内閣   | 福田康夫内閣                | 渡海紀三朗     | 池坊保子               | 2007年9月27日  | 2008年8月2日             | 公明黨                   | 眾議員（近畿比例代表區）                  | 再任                          |
| 福田康夫内閣   | 福田康夫内閣                | 渡海紀三朗     | 松浪健四郎             | 2007年9月27日  | 2008年8月2日             | 自由民主黨               | 眾議員（近畿比例代表區）                  | 再任                          |
|                | 改造内閣                    | 鈴木恆夫       | 松野博一               | 2008年8月5日   | 2008年9月24日            | 自由民主黨               | 眾議員（千葉縣第3區）                     |                               |
| 山內俊夫       | 改造内閣                    | 鈴木恆夫       | 參議員（香川縣選舉區） | 2008年8月5日   | 2008年9月24日            | 自由民主黨               |                                           |                               |
| 麻生内閣       | 麻生内閣                    | 鹽谷立         | 松野博一               | 2008年9月29日  | 2009年9月16日            | 自由民主黨               | 眾議員（千葉縣第3區）                     | 再任                          |
| 麻生内閣       | 麻生内閣                    | 鹽谷立         | 山內俊夫               | 2008年9月29日  | 2009年9月16日            | 自由民主黨               | 參議員（香川縣選舉區）                    | 再任                          |
| 鳩山由紀夫内閣 | 鳩山由紀夫内閣              | 川端達夫       | 中川正春               | 2009年9月18日  | 2010年6月8日             | 民主黨                   | 眾議員（三重縣第2區）                     |                               |
| 鳩山由紀夫内閣 | 鳩山由紀夫内閣              | 川端達夫       | 鈴木寬                 | 2009年9月18日  | 2010年6月8日             | 民主黨                   | 參議員（東京都選舉區）                    |                               |
| 菅直人内閣     | 菅直人内閣                  | 川端達夫       | 中川正春               | 2010年6月9日   | 2010年9月17日            | 民主黨                   | 眾議員（三重縣第2區）                     | 再任                          |
| 菅直人内閣     | 菅直人内閣                  | 川端達夫       | 鈴木寬                 | 2010年6月9日   | 2010年9月17日            | 民主黨                   | 參議員（東京都選舉區）                    | 再任                          |
|                | 第1次改造内閣               | 高木義明       | 笹木龍三               | 2010年9月21日  | 2011年1月14日            | 民主黨                   | 眾議員（北陸信越比例代表區）              |                               |
| 鈴木寬         | 第1次改造内閣               | 高木義明       | 參議員（東京都選舉區） | 2010年9月21日  | 2011年1月14日            | 民主黨                   | 留任                                      |                               |
|                | 第2次改造内閣               | 高木義明       | 笹木龍三               | 2011年1月18日  | 2011年9月2日             | 民主黨                   | 眾議員（北陸信越比例代表區）              | 留任                          |
| 鈴木寬         | 第2次改造内閣               | 高木義明       | 參議員（東京都選舉區） | 2011年1月18日  | 2011年9月2日             | 民主黨                   | 留任                                      |                               |
| 野田内閣       | 野田内閣                    | 中川正春       | 森裕子                 | 2011年9月5日   | 2012年1月13日            | 民主黨                   | 參議員（新潟縣選舉區）                    |                               |
| 野田内閣       | 野田内閣                    | 中川正春       | 奧村展三               | 2011年9月5日   | 2012年1月13日            | 民主黨                   | 眾議員（）                                |                               |
|                | 第1次改造内閣               | 平野博文       | 森裕子                 | 2012年1月13日  | 2012年4月6日             | 民主黨                   | 參議員（新潟縣選舉區）                    | 留任 任內辭職，由高井美穗接任 |
| 奧村展三       | 第1次改造内閣               | 平野博文       | 2012年6月4日           | 2012年1月13日  | 眾議員（滋賀縣第4區）    | 民主黨                   | 留任                                      |                               |
| 高井美穗       | 第1次改造内閣               | 平野博文       | 2012年6月4日           | 2012年4月6日   | 眾議員（德島縣第2區）    | 民主黨                   |                                           |                               |
| 第2次改造内閣  | 高井美穗                    | 平野博文       | 2012年6月4日           | 2012年10月1日  | 眾議員（德島縣第2區）    | 民主黨                   | 留任                                      |                               |
| 第2次改造内閣  | 奧村展三                    | 平野博文       | 2012年6月4日           | 2012年10月1日  | 眾議員（滋賀縣第4區）    | 民主黨                   | 留任                                      |                               |
| 第3次改造内閣  | 田中真紀子                  | 笠浩史         | 2012年10月2日          | 2012年12月26日 | 眾議員（神奈川縣第9區）  | 民主黨                   |                                           |                               |
| 第3次改造内閣  | 田中真紀子                  | 松本大輔       | 2012年10月2日          | 2012年12月26日 | 眾議員（廣島縣第2區）    | 民主黨                   |                                           |                               |
| 第2次安倍内閣  | 第2次安倍内閣               | 下村博文       | 谷川彌一               | 2012年12月27日 | 2013年9月30日            | 自由民主黨               | 眾議員（長崎縣第3區）                     | 任內辭職，櫻田義孝接任        |
| 第2次安倍内閣  | 第2次安倍内閣               | 下村博文       | 福井照                 | 2012年12月27日 | 2013年9月30日            | 自由民主黨               | 眾議員（高知縣第1區）                     | 任內辭職，由西川京子接任      |
| 第2次安倍内閣  | 第2次安倍内閣               | 下村博文       | 櫻田義孝               | 2013年9月30日  | 2014年9月3日             | 自由民主黨               | 眾議員（千葉縣第8區）                     |                               |
| 第2次安倍内閣  | 第2次安倍内閣               | 下村博文       | 西川京子               | 2013年9月30日  | 2014年9月3日             | 自由民主黨               | 眾議員（九州比例代表區）                  |                               |
|                | 改造内閣                    | 下村博文       | 丹羽秀樹               | 2014年9月4日   | 2014年12月24日           | 自由民主黨               | 眾議員（愛知縣第6區）                     | 兼任內閣府副大臣              |
| 藤井基之       | 改造内閣                    | 下村博文       | 參議員（參議員比例區） | 2014年9月4日   | 2014年12月24日           | 自由民主黨               |                                           |                               |
| 第3次安倍内閣  | 第3次安倍内閣               | 下村博文       | 丹羽秀樹               | 2014年12月25日 | 2015年10月9日            | 自由民主黨               | 眾議員（愛知縣第6區）                     | 再任                          |
| 第3次安倍内閣  | 第3次安倍内閣               | 下村博文       | 藤井基之               | 2014年12月25日 | 2015年10月9日            | 自由民主黨               | 參議員（參議員比例區）                    | 再任                          |
|                | 第1次改造内閣               | 馳浩           | 義家弘介               | 2015年10月9日  | 2016年8月5日             | 自由民主黨               | 參議員（神奈川縣第16區）                  |                               |
| 冨岡勉         | 第1次改造内閣               | 馳浩           | 眾議員（長崎縣第1區）  | 2015年10月9日  | 2016年8月5日             | 自由民主黨               | 兼任內閣府副大臣                          |                               |
| 第2次改造内閣  | 松野博一                    | 義家弘介       | 2016年8月5日           | 2017年8月7日   | 參議員（神奈川縣第16區） | 自由民主黨               | 留任                                      |                               |
| 第2次改造内閣  | 松野博一                    | 水落敏榮       | 2016年8月5日           | 2017年8月7日   | 參議員（參議院比例區）   | 自由民主黨               | 兼任內閣府副大臣                          |                               |
| 第3次改造内閣  | 林芳正                      | 丹羽秀樹       | 2017年8月7日           | 2017年11月2日  | 眾議員（愛知縣第6區）    | 自由民主黨               | 再入閣                                    |                               |
| 第3次改造内閣  | 林芳正                      | 水落敏榮       | 2017年8月7日           | 2017年11月2日  | 參議員（參議院比例區）   | 自由民主黨               | 留任 兼任內閣府副大臣                     |                               |
| 第4次安倍内閣  | 第4次安倍内閣               | 丹羽秀樹       | 2017年11月2日          | 2018年10月4日  | 眾議員（愛知縣第6區）    | 自由民主黨               | 再任                                      |                               |
| 第4次安倍内閣  | 第4次安倍内閣               | 水落敏榮       | 2017年11月2日          | 2018年10月4日  | 參議員（參議院比例區）   | 自由民主黨               | 再任 兼任內閣府副大臣                     |                               |
|                | 第1次改造內閣               | 柴山昌彥       | 永岡桂子               | 2018年10月4日  | 2019年9月13日            | 自由民主黨               | 參議員（北關東比例代表區）                |                               |
| 浮島智子       | 第1次改造內閣               | 柴山昌彥       | 公明黨                 | 2018年10月4日  | 2019年9月13日            | 眾議員（近畿比例代表區） | 兼任內閣府副大臣                          |                               |
| 第2次改造內閣  | 萩生田光一                  | 上野通子       | 2019年9月13日          | 2020年9月18日  | 自由民主黨               | 參議員（栃木縣選舉區）   |                                           |                               |
| 第2次改造內閣  | 萩生田光一                  | 龜岡偉民       | 2019年9月13日          | 2020年9月18日  | 自由民主黨               | 眾議員（東北比例代表區） | 兼任內閣府副大臣                          |                               |
| 菅義偉内閣     | 菅義偉内閣                  | 高橋比奈子     | 2020年9月18日          | 2021年10月6日  | 自由民主黨               | 眾議員（東北比例代表區） |                                           |                               |
| 菅義偉内閣     | 菅義偉内閣                  | 田野瀨太道     | 2020年9月18日          | 2021年2月1日   | 自由民主黨               | 眾議員（奈良縣第3區）    | 任內辭職，由丹羽秀樹接任 兼任內閣府副大臣 |                               |
| 菅義偉内閣     | 菅義偉内閣                  | 丹羽秀樹       | 2021年2月1日           | 2021年10月6日  | 自由民主黨               | 眾議員（愛知縣第6區）    | 再入閣 兼任內閣府副大臣                   |                               |
| 第1次岸田內閣  | 第1次岸田內閣               | 末松信介       | 田中英之               | 2021年10月6日  | 自由民主黨               | 2021年11月11日           | 眾議員（京都府第4區）                     |                               |
| 第1次岸田內閣  | 第1次岸田內閣               | 末松信介       | 池田佳隆               | 2021年10月6日  | 自由民主黨               | 2021年11月11日           | 眾議員（東海比例代表區）                  | 兼任內閣府副大臣              |
| 第2次岸田內閣  | 第2次岸田內閣               | 末松信介       | 田中英之               | 2021年11月11日 | 自由民主黨               | 2022年8月12日            | 眾議員（近畿比例代表區）                  | 再任                          |
| 第2次岸田內閣  | 第2次岸田內閣               | 末松信介       | 池田佳隆               | 2021年11月11日 | 自由民主黨               | 2022年8月12日            | 眾議員（東海比例代表區）                  | 再任 兼任內閣府副大臣         |
|                | 第1次改造內閣               | 永岡桂子       | 井出庸生               | 2022年8月12日  | 自由民主黨               | 2023年9月15日            | 眾議員（長野縣第3區）                     |                               |
| 簗和生         | 第1次改造內閣               | 永岡桂子       | 眾議員（栃木縣第3區）  | 2022年8月12日  | 自由民主黨               | 2023年9月15日            |                                           |                               |
| 第2次改造內閣  | 盛山正仁                    | 青山周平       | 2023年9月15日          | 2023年12月14日 | 自由民主黨               | 眾議員（東海比例代表區） | 任內辭職，由阿部俊子接任                  |                               |
| 第2次改造內閣  | 盛山正仁                    | 今枝宗一郎     | 2023年9月15日          | 2024年10月3日  | 自由民主黨               | 眾議員（愛知縣第14區）   |                                           |                               |
| 第2次改造內閣  | 盛山正仁                    | 阿部俊子       | 2023年12月14日         | 2024年10月3日  | 自由民主黨               | 眾議員（中國比例代表區） |                                           |                               |
| 第一次石破內閣 | 第一次石破內閣              | 阿部俊子       | 武部新                 | 2024年10月3日  | 自由民主黨               | 2024年11月13日           | 眾議員（北海道第12區）                    |                               |
| 第一次石破內閣 | 第一次石破內閣              | 阿部俊子       | 今枝宗一郎             | 2024年10月3日  | 自由民主黨               | 2024年11月13日           | 眾議員（愛知縣第14區）                    | 再任                          |
| 第二次石破內閣 | 第二次石破內閣              | 阿部俊子       | 武部新                 | 2024年11月13日 | 自由民主黨               | 現任                     | 眾議員（北海道第12區）                    | 再任                          |
| 第二次石破內閣 | 第二次石破內閣              | 阿部俊子       | 野中厚                 | 2024年11月13日 | 自由民主黨               | 現任                     | 眾議員（北關東比例區）                    |                               |

再任表示換閣後再次被招攬，留任表示同一內閣改造後獲得挽留